# Крюкова (Иркутская область)
Крюкова — деревня в Боханском районе Иркутской области России. Входит в состав муниципального образования Казачье. Находится примерно в 153 км к западу от районного центра.

## Население
По данным Всероссийской переписи, в 2010 году в деревне проживали 134 человека (63 мужчины и 71 женщина).